# Judes Bicaba
Judes Bicaba (Wakara, 1947. – 19. kolovoza 2016.), je bio biskup Dédougoua u Burkini Faso.

## Životopis
Rođen je 1947. u mjestu Wakara, Burkina Faso. Za svećenika je zaređen 12. srpnja 1975. u biskupiji Nouna-Dédougou. 14. travnja 2000. je inkardiniran u biskupiju Dédougou.
4. lipnja 2005., papa Benedikt XVI. imenovao ga je biskupom Dédougoua. Biskup emeritus Dédougoa, Zephyrin Toe, udijelio mu je 1. listopada 2005. biskupsko ređenje. Konsekratori su bili nadbiskup Anselme Titianma Sanon i biskup Philippe Ouédraogo. 
Umro je 19. kolovoza 2016. godine.